# اسماعیل ربیع
اسماعیل ربیع (عربی: اسماعيل ربيع جمعة؛ زادهٔ ۱۱ ژانویهٔ ۱۹۸۳) یک بازیکن فوتبال اهل امارات متحده عربی است.
از باشگاه‌هایی که در آن بازی کرده‌است می‌توان به الشعب، الشباب امارات، النصر، العین، و الوصل اشاره کرد.
وی همچنین در تیم ملی فوتبال امارات متحده عربی بازی کرده‌است.